# Jeferson Ruiz
Pour les articles homonymes, voir Ruiz.
Ruiz  Acuña est un nom espagnol. Le premier nom de famille, en général paternel, est Ruiz ; le second, en général maternel, souvent omis, est Acuña.
Jeferson Ruiz Acuña, né le 6 juillet 2002 à Siachoque, est un coureur cycliste colombien. Il est membre de l'équipe GW-Erco-Shimano.

## Biographie
Durant son adolescence, Jeferson Ruiz est formé par l'ancien cycliste Víctor Becerra, devenu instructeur pour les jeunes,. Après des débuts plutôt discrets, il se révèle au grand jour lors la saison 2019 en gagnant la version junior du Tour de Colombie. Deux ans plus tard, il évolue en Europe au sein de la structure D'Amico-UM Tools. Il réintègre ensuite une équipe colombienne en signant chez GW-Shimano-Sidermec. Avec cette formation, il termine sixième du Tour de Colombie des moins de 23 ans en 2023, tout en ayant remporté une étape. 
Au cours de l'année 2024, il obtient plusieurs victoires sur le circuit colombien. Bon rouleur, il remporte le contre-la-montre inaugural de la Clásica de El Carmen de Viboral, mais aussi les prologues de la Vuelta de la Juventud et de la Vuelta a Boyacá. À l'étranger, il participe au Tour d'Italie espoirs, où il se classe cinquième de la dernière étape et dix-neuvième du classement général. Il réalise par ailleurs de bonnes performances sur la Course de la Paix espoirs en finissant troisième d'une étape et huitième au classement final, sous les couleurs de sa sélection nationale. En septembre, il représente son pays aux championnats du monde espoirs. 
En 2025, il s'impose dès sa reprise sur le Circuito de Jenesano, qui inaugure le calendrier cycliste colombien. Dans la foulée, il se présente au départ du Tour du Táchira. Auteur de trois tops cinq, il passe tout proche de la victoire sur le dernier jour en prenant la deuxième place, derrière son coéquipier Brandon Rojas. Le mois suivant, il se classe deuxième de la Clásica de Rionegro. Au printemps, il décroche deux tops dix sur des étapes du Tour of the Gila. Il termine aussi quatrième d'une étape du Tour de Colombie durant l'été.

## Palmarès
- 2019
  - Vuelta del Porvenir :
    - Classement général
    - 2e étape
- 2023
  - 4e étape de la Vuelta de la Juventud
- 2024
  - Prologue de la Vuelta de la Juventud
  - 1re étape de la Clásica de El Carmen de Viboral (contre-la-montre)
  - Prologue de la Vuelta a Boyacá
  - 2e étape de la Clásica de Aguazul
  - 3e de la Clásica de Aguazul
- 2025
  - Circuito de Jenesano
  - 2e de la Clásica de Rionegro